# Rhampsinitus vittatus
Rhampsinitus vittatus is een hooiwagen uit de familie echte hooiwagens (Phalangiidae).